# Kroktjärnen (Piteå socken, Norrbotten, 727374-169620)
Kroktjärnen är en sjö i Piteå kommun i Norrbotten och ingår i Byskeälvens huvudavrinningsområde. Kroktjärnen ligger i Norrdal Natura 2000-område. Sjöns area är 0,031 kvadratkilometer och den är belägen 400 meter över havet.